# Musée du jouet de Tartu
Le musée du jouet de Tartu (estonien : Tartu Mänguasjamuuseum) est un musée à Tartu en Estonie.

## Présentation
Le musée du jouet est situé au cœur du centre-ville de Tartu, à proximité de l'université de Tartu et de Toomemägi, dans d’anciennes maisons en bois. 
Ouvert le 28 mai 1994, Le musée du jouet, est sous la responsabilité du département de la culture de la ville de Tartu.
Le complexe du musée du jouet de Tartu comprend les bâtiments Lutsu tänav 2 (Théâtre Kodu), Lutsu tänav 4 et Lutsu tänav 8, ainsi qu'une maison sans adresse dans la cour de Lutsu tänav 8. Tous les bâtiments sont reliés entre eux par des couloirs.

## Exposition

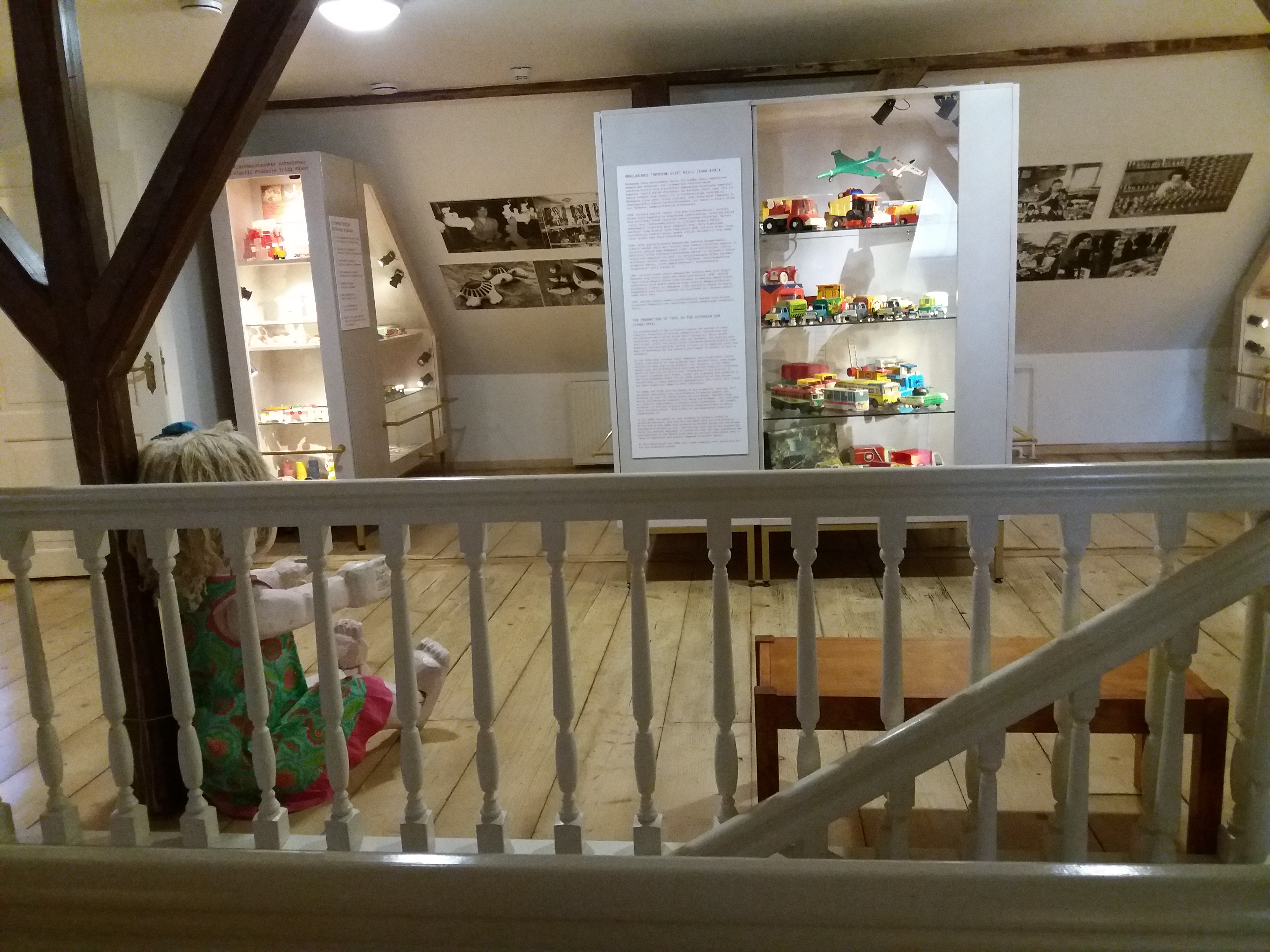
Une pièce du musée.

L'exposition permanente du Musée du jouet de Tartu est organisée par thème dans des scènes ludiques. 
Dans le bâtiment de Lutsu tänav 8, des jouets sont exposés dans chaque pièce, jouets de ferme pour enfants; poupées en papier, jeux de société et cartes; maisons de poupées, ours en peluche, jouets du XXe siècle, poupées artisanales, jouets de l'èpoque soviétique, jouets d'extérieur, collection de jouets mécaniques de Vladimir Sapojnin, chemins de fer miniatures, jouets de fabricants estoniens et poupées de différents pays. 
Depuis le bâtiment principal du musée, un couloir mène aux dépendances dont le deuxième étage est dédié aux marionnettes du cinéma, tandis que des expositions temporaires sont organisées au premier étage
Au sous-sol du Théâtre Kodu, il y a une exposition de marionnettes de théâtre des peuples estonien et internationaux, ainsi que les habitations médiévales découvertes lors de fouilles archéologiques, ainsi que les découvertes qui s'y trouvaient.
Toutes les salles d'exposition ont cherché à offrir aux visiteurs une interactivité : le visiteur peut jouer avec des copies de vieux jouets et de jeux de société, démarrer un train miniature et un théâtre de marionnettes mécaniques, regarder une introduction a l'histoire des jouets, regarder des films d'animation estoniens, faire du théâtre de marionnettes sur des petites  scènes.

## Histoire
Le musée du jouet de Tartu a ouvert ses portes le 29 mai 1994. Le musée était situé dans le sous-sol d'une maison privée au pied de Toomemägi et dans un petit bâtiment attenant à l'adresse  Lai tänav 1.[5] 
Les fondateurs du musée étaient Meeri Säre, Mare Hunt et Tiia Toomet, cette dernière est également devenue la première directrice du musée du jouet. Depuis 2007, le directeur du musée du jouet est Triin Vaaro.
Fin 2003, le musée du jouet de Tartu a emménagé dans un ancien bâtiment en bois de la rue Lutsu tänav, qui avait été spécialement rénové pour abriter le musée. 
Le 13 mars 2004, une nouvelle exposition permanente a été inaugurée, comprenant une salle de jeux et une salle d'artisanat. 
Le 2 décembre 2005, la maison des marionnettes de théâtre et d'animation a été inaugurée dans l'ancien relais de poste dans la cour du musée.
Les personnages et accessoires de films d'animation réalisés en Estonie au cours des 50 dernières années et des croquis de dessins animés qui étaient auparavant exposés dans la galerie de marionnettes du musée du jouet (Ülikooli tänav 1) sont maintenant exposés dans cette maison avec cour. Jusqu'en 2010, il y avait aussi une exposition de marionnettes de théâtre d'Estonie et d'ailleurs dans la maison de la cour.
En 2010, le Musée du jouet a ouvert le théâtre pour les enfants et le théâtre en famille, avec un atelier pour enfants et un petit musée de marionnettes de théâtre.